# Alphonse Six
Alphonse Leopold Baudewijn Six (Brugge, 1 januari 1890 – Boutersem, 19 augustus 1914) was een Belgische voetballer. Hij kende als aanvaller in België succes bij Cercle Brugge en in Frankrijk bij Olympique Lillois. Hij speelde eveneens negen wedstrijden als international, waarin hij acht keer scoorde.
Six werd opgeleid bij de jeugd van Cercle Brugge. In het seizoen 1909/1910 verkreeg Alphonse voor het eerst een basisplaats in het A-team van Cercle. Alphonse wist dat jaar 27 keer te scoren. Op 13 maart 1910 debuteerde hij voor de Belgische nationale ploeg tegen Nederland, waar hij meteen scoorde (de match eindigde op 3-2). In het seizoen 1910/1911 wist hij 38 keer te scoren, en pakte hij met Cercle Brugge de eerste landstitel uit de clubgeschiedenis. In februari 1912 zette hij een clubrecord neer dat ook in de 21e eeuw nog zou standhouden: hij scoorde 5 maal in één wedstrijd, meer bepaald bij een 0-6 overwinning bij Excelsior SC de Bruxelles.
In het seizoen 1912/1913 kreeg hij een aanbieding van de succesvolle club Union Saint-Gilloise. De club beloofde hem niet enkel een plaats in de ploeg, maar ook een job. Toen deze laatste belofte werd ingetrokken, weigerde Six naar Union te trekken. Six werd uiteindelijk zelfs geschorst door de Belgische Voetbalbond. Hij zocht zijn heil toen in Rijsel, waar hij tekende voor Olympique Lillois voor het seizoen 1913/14. Hij won dat seizoen de Franse kampioenstitel, waarmee hij de eerste Belgische speler werd die een buitenlandse kampioenstitel pakte.
De Europese competities werden onderbroken door de Eerste Wereldoorlog en Alphonse, die onderofficier bij de lansiers was, moest terug onder de wapens in augustus 1914. Hij sneuvelde reeds na vier dagen te Boutersem, en ligt sinds 1925 begraven op de militaire begraafplaats van Veltem.

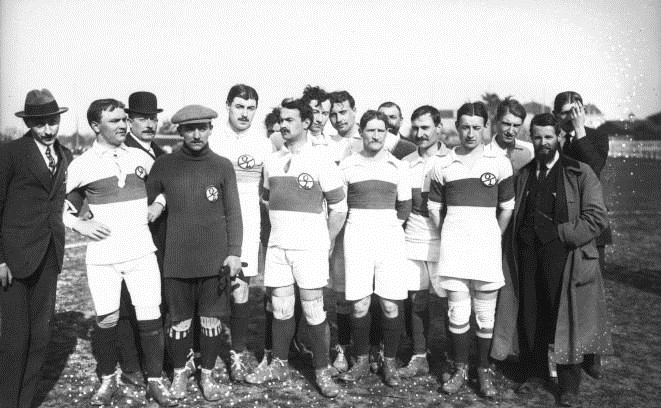
Alphonse met het team waarmee hij Frans kampioen werd